# Liste der Nummer-eins-Hits in Italien (1985)
Diese Liste der Nummer-eins-Hits basiert auf den Charts des italienischen Musikmagazins Musica e dischi im Jahr 1985. Es gab in diesem Jahr je 13 Nummer-eins-Singles und -Alben.

## Singles
| ← 1984 ← | Liste der Nummer-eins-Hits in Italien (M&D) | Liste der Nummer-eins-Hits in Italien (M&D) | Liste der Nummer-eins-Hits in Italien (M&D)                           | 1986 → |
| \| Zeitraum \| Wo. ges. \| Interpret \| Titel Autor(en) \| Zusätzliche Informationen \| \| (Zeitraum, Wochen auf Platz eins, Interpret, Titel, Autor[en], zusätzliche Informationen) \| \| \| \| \| \| ----------------------------------------------------------------------------------------- \| -------- \| --------------- \| --------------------------------------------------------------------- \| --------------------------------------------------------------------------------------------------------------------------------------------------------------------------------------------------------------------------------------------------------------------- \| \| 49. Woche 1984 – 5. Woche 1985 9 Wochen \| 9 \| George Michael \| Careless Whisper George Michael, Andrew Ridgeley \| – \| \| 6.–7. Woche 2 Wochen \| 2 \| Band Aid \| Do They Know It’s Christmas? Bob Geldof, Midge Ure \| Der Charity-Weihnachtssong stieg erst im Januar in die italienischen Charts ein und erreichte schließlich im Februar die Spitze. \| \| 8.–10. Woche 3 Wochen \| 3 \| Wham! \| Last Christmas George Michael \| Der zweite Weihnachtssong in Folge, der es 1985 lange nach Weihnachten an die Chartspitze schaffte. Außerdem der zweite Nummer-eins-Hit für George Michael. \| \| 11. Woche 1 Woche \| 1 \| Luis Miguel \| Noi, ragazzi di oggi Toto Cutugno, Cristiano Minellono \| Nach der Teilnahme am Sanremo-Festival 1985, wo er Platz zwei belegte, erreichte der mexikanische Nachwuchssänger die Spitze der Singlecharts. Ricchi e Poveri, die Sieger dieser Sanremo-Ausgabe, kamen hingegen in den Charts nicht über den sechsten Platz hinaus. \| \| 12.–15. Woche 4 Wochen \| 4 \| Eros Ramazzotti \| Una storia importante Eros Ramazzotti, Piero Cassano, Adelio Cogliati \| Bei seiner ersten Teilnahme in der Hauptkategorie des Sanremo-Festivals (und seiner zweiten insgesamt), erreichte Ramazzotti zwar nur den sechsten Platz, allerdings gelang ihm der kommerzielle Durchbruch. \| \| 16.–26. Woche 11 Wochen \| 11 \| USA for Africa \| We Are the World Michael Jackson, Lionel Richie \| Wer Are the World war der zweite Charitysong, der es in diesem Jahr an die Spitze der italienischen Singlecharts schaffte. \| \| 27.–32. Woche 6 Wochen \| 6 \| Duran Duran \| A View to a Kill Duran Duran, John Barry \| Der Titelsong des Films James Bond 007 – Im Angesicht des Todes schaffte in seiner achten Chartwoche den Sprung auf Platz eins. \| \| 33. Woche 1 Woche \| 1 \| Paul Hardcastle \| 19 Paul Hardcastle, William Coutourie, Jonas McCord \| Der Instrumentaltrack wurde zum 10. Jahrestages des Endes des Vietnamkriegs veröffentlicht und ein Welterfolg. \| \| 34.–35. Woche 2 Wochen \| 2 \| Righeira \| L’estate sta finendo Carmelo La Bionda, Stefano Righi, Stefano Rota \| Mit diesem Sommerhit gewannen Righeira die diesjährige Ausgabe des Wettbewerbs Festivalbar. \| \| 36.–44. Woche 9 Wochen \| 9 \| Madonna \| Into the Groove Madonna, Stephen Bray \| Der Titelsong des Films Susan… verzweifelt gesucht bescherte der italienischstämmigen Sängerin den ersten Nummer-eins-Hit in Italien. \| \| 45.–46. Woche 2 Wochen \| 2 \| Stevie Wonder \| Part-Time Lover Stevie Wonder \| – \| \| 47.–48. Woche 2 Wochen \| 2 \| Simple Minds \| Alive and Kicking Simple Minds \| – \| \| 49. Woche 1985 – 1. Woche 1986 5 Wochen \| 5 \| Arcadia \| Election Day Arcadia \| Auch dieser temporären Abspaltung von Duran Duran gelang ein Nummer-eins-Hit. \| |                                             |                                             |                                                                       | |
| ← 1984 |                                             |                                             |                                                                       | → 1986 → |
| Zeitraum | Wo. ges.                                    | Interpret                                   | Titel Autor(en)                                                       | Zusätzliche Informationen |
| (Zeitraum, Wochen auf Platz eins, Interpret, Titel, Autor[en], zusätzliche Informationen) |                                             |                                             |                                                                       | |
| 49. Woche 1984 – 5. Woche 1985 9 Wochen | 9                                           | George Michael                              | Careless Whisper George Michael, Andrew Ridgeley                      | – |
| 6.–7. Woche 2 Wochen | 2                                           | Band Aid                                    | Do They Know It’s Christmas? Bob Geldof, Midge Ure                    | Der Charity-Weihnachtssong stieg erst im Januar in die italienischen Charts ein und erreichte schließlich im Februar die Spitze. |
| 8.–10. Woche 3 Wochen | 3                                           | Wham!                                       | Last Christmas George Michael                                         | Der zweite Weihnachtssong in Folge, der es 1985 lange nach Weihnachten an die Chartspitze schaffte. Außerdem der zweite Nummer-eins-Hit für George Michael. |
| 11. Woche 1 Woche | 1                                           | Luis Miguel                                 | Noi, ragazzi di oggi Toto Cutugno, Cristiano Minellono                | Nach der Teilnahme am Sanremo-Festival 1985, wo er Platz zwei belegte, erreichte der mexikanische Nachwuchssänger die Spitze der Singlecharts. Ricchi e Poveri, die Sieger dieser Sanremo-Ausgabe, kamen hingegen in den Charts nicht über den sechsten Platz hinaus. |
| 12.–15. Woche 4 Wochen | 4                                           | Eros Ramazzotti                             | Una storia importante Eros Ramazzotti, Piero Cassano, Adelio Cogliati | Bei seiner ersten Teilnahme in der Hauptkategorie des Sanremo-Festivals (und seiner zweiten insgesamt), erreichte Ramazzotti zwar nur den sechsten Platz, allerdings gelang ihm der kommerzielle Durchbruch.                                                          |
| 16.–26. Woche 11 Wochen | 11                                          | USA for Africa                              | We Are the World Michael Jackson, Lionel Richie                       | Wer Are the World war der zweite Charitysong, der es in diesem Jahr an die Spitze der italienischen Singlecharts schaffte. |
| 27.–32. Woche 6 Wochen | 6                                           | Duran Duran                                 | A View to a Kill Duran Duran, John Barry                              | Der Titelsong des Films James Bond 007 – Im Angesicht des Todes schaffte in seiner achten Chartwoche den Sprung auf Platz eins. |
| 33. Woche 1 Woche | 1                                           | Paul Hardcastle                             | 19 Paul Hardcastle, William Coutourie, Jonas McCord                   | Der Instrumentaltrack wurde zum 10. Jahrestages des Endes des Vietnamkriegs veröffentlicht und ein Welterfolg. |
| 34.–35. Woche 2 Wochen | 2                                           | Righeira                                    | L’estate sta finendo Carmelo La Bionda, Stefano Righi, Stefano Rota   | Mit diesem Sommerhit gewannen Righeira die diesjährige Ausgabe des Wettbewerbs Festivalbar. |
| 36.–44. Woche 9 Wochen | 9                                           | Madonna                                     | Into the Groove Madonna, Stephen Bray                                 | Der Titelsong des Films Susan… verzweifelt gesucht bescherte der italienischstämmigen Sängerin den ersten Nummer-eins-Hit in Italien. |
| 45.–46. Woche 2 Wochen | 2                                           | Stevie Wonder                               | Part-Time Lover Stevie Wonder                                         | – |
| 47.–48. Woche 2 Wochen | 2                                           | Simple Minds                                | Alive and Kicking Simple Minds                                        | – |
| 49. Woche 1985 – 1. Woche 1986 5 Wochen | 5                                           | Arcadia                                     | Election Day Arcadia                                                  | Auch dieser temporären Abspaltung von Duran Duran gelang ein Nummer-eins-Hit. |

## Alben
| ← 1984 ← | Liste der Nummer-eins-Alben in Italien (M&D) | Liste der Nummer-eins-Alben in Italien (M&D) | Liste der Nummer-eins-Alben in Italien (M&D) | 1986 → |
| \| Zeitraum \| Wo. ges. \| Interpret \| Titel \| Zusätzliche Informationen \| \| (Zeitraum, Wochen auf Platz eins, Interpret, Titel, zusätzliche Informationen) \| \| \| \| \| \| ------------------------------------------------------------------------------ \| -------- \| ----------------- \| ------------------------------------- \| --------------------------------------------------------------------------------------------------------------------------------------------- \| \| 46. Woche 1984 – 1. Woche 1985 8 Wochen \| 8 \| Stevie Wonder \| The Woman in Red \| – \| \| 2. Woche 1 Woche \| 1 \| Adriano Celentano \| I miei americani \| In diesem Coveralbum versammelte Celentano italienische Versionen internationaler Hits. \| \| 3.–9. Woche 7 Wochen \| 7 \| Wham! \| Make It Big \| – \| \| 10.–11. Woche 2 Wochen \| 2 \| Duran Duran \| Arena \| – \| \| 12. Woche 1 Woche \| 1 \| Various Artists \| Sanremo ’85 \| Eine Kompilation zum Sanremo-Festival 1985. \| \| 13.–18. Woche 6 Wochen \| 6 \| Spandau Ballet \| Parade \| – \| \| 19.–25. Woche 7 Wochen \| 7 \| USA for Africa \| We Are the World \| Auch das Album des Charityprojekt erreichte die Chartspitze. \| \| 26.–41. Woche 16 Wochen (insgesamt 19) \| 19 \| Claudio Baglioni \| La vita è adesso \| – \| \| 42. Woche 1 Woche (insgesamt 5) \| 5 \| Madonna \| Like a Virgin \| – \| \| 43.–45. Woche 3 Wochen (insgesamt 19) \| 19 \| Claudio Baglioni \| La vita è adesso \| – \| \| 46.–49. Woche 4 Wochen (insgesamt 5) \| 5 \| Madonna \| Like a Virgin \| – \| \| 50. Woche 1 Woche \| 1 \| Sade \| Promise \| – \| \| 51. Woche 1 Woche \| 1 \| Arcadia \| So Red the Rose \| – \| \| 52. Woche 1 Woche \| 1 \| Various Artists \| Mixtime 2 \| Ein Sampler des Labels EMI. \| \| 53. Woche 1985 – 3. Woche 1986 3 Wochen \| 3 \| Frank Sinatra \| Le più belle canzoni di Frank Sinatra \| Mit dieser eigens für den italienischen Markt konzipierten Kompilation schaffte der italienischstämmige Sänger den Sprung an die Chartspitze. \| |                                              |                                              |                                              | |
| ← 1984 |                                              |                                              |                                              | → 1986 → |
| Zeitraum | Wo. ges.                                     | Interpret                                    | Titel                                        | Zusätzliche Informationen |
| (Zeitraum, Wochen auf Platz eins, Interpret, Titel, zusätzliche Informationen) |                                              |                                              |                                              | |
| 46. Woche 1984 – 1. Woche 1985 8 Wochen | 8                                            | Stevie Wonder                                | The Woman in Red                             | – |
| 2. Woche 1 Woche | 1                                            | Adriano Celentano                            | I miei americani                             | In diesem Coveralbum versammelte Celentano italienische Versionen internationaler Hits.                                                       |
| 3.–9. Woche 7 Wochen | 7                                            | Wham!                                        | Make It Big                                  | – |
| 10.–11. Woche 2 Wochen | 2                                            | Duran Duran                                  | Arena                                        | – |
| 12. Woche 1 Woche | 1                                            | Various Artists                              | Sanremo ’85                                  | Eine Kompilation zum Sanremo-Festival 1985.                                                                                                   |
| 13.–18. Woche 6 Wochen | 6                                            | Spandau Ballet                               | Parade                                       | – |
| 19.–25. Woche 7 Wochen | 7                                            | USA for Africa                               | We Are the World                             | Auch das Album des Charityprojekt erreichte die Chartspitze.                                                                                  |
| 26.–41. Woche 16 Wochen (insgesamt 19) | 19                                           | Claudio Baglioni                             | La vita è adesso                             | – |
| 42. Woche 1 Woche (insgesamt 5) | 5                                            | Madonna                                      | Like a Virgin                                | – |
| 43.–45. Woche 3 Wochen (insgesamt 19) | 19                                           | Claudio Baglioni                             | La vita è adesso                             | – |
| 46.–49. Woche 4 Wochen (insgesamt 5) | 5                                            | Madonna                                      | Like a Virgin                                | – |
| 50. Woche 1 Woche | 1                                            | Sade                                         | Promise                                      | – |
| 51. Woche 1 Woche | 1                                            | Arcadia                                      | So Red the Rose                              | – |
| 52. Woche 1 Woche | 1                                            | Various Artists                              | Mixtime 2                                    | Ein Sampler des Labels EMI. |
| 53. Woche 1985 – 3. Woche 1986 3 Wochen | 3                                            | Frank Sinatra                                | Le più belle canzoni di Frank Sinatra        | Mit dieser eigens für den italienischen Markt konzipierten Kompilation schaffte der italienischstämmige Sänger den Sprung an die Chartspitze. |